# یی مچانگ
یی مچانگ (انگلیسی: Yi Maechang; ۱ ژانویهٔ ۱۵۷۳ – ۱ ژانویهٔ ۱۶۱۰) یک گیسنگ در شهرستان بوان در پادشاهی چوسان بود. نام واقعی او هیانگ گیوم است.
مچانگ در سال ۱۵۷۳ در شهر بوسان واقع در منطقه جولا شمالی به دنیا آمد. پدرش «یی تانگ جونگ» نام داشت که مقامی سطح پائین در شهر ایالتی به حساب می‌آمد، و مادرش یک برده بود.
اگرچه وی از سطح پائین جامعه به پا خواسته بود، زمانی که کوچک بود توانست کتب کلاسیک چینی مانند گلچین ادبی کنفسیوس و منسیوس را بخواند. او حتی در سن بسیار کم نه سالگی اشعار چینی می‌نوشت. سرانجام مچانگ نام خویش را در فهرست زنان هنرمند ثبت کرد زیرا یک قاضی محلی در بوسان از وی خواست تا این کار را انجام دهد. او به خود نام مستعار مچانگ «» را داد و شروع به زندگی کردن به عنوان یک گیسنگ کرد.
قاضی مچانگ را عمیقاً دوست داشت اما مچانگ زمانی که قاضی به سئول منتقل شد تنها ماند. او اشعاری در باب تسلی غم و اندوه ناشی از جدایی سرود. وقتی که این اشعار به شهرت رسید، مچانگ به چندین ضیافت دعوت شد. وی به زودی به عنوان یک هنرمند و سرگرم‌کننده به شهرت دست یافت درحالی‌که با اشراف‌زادگان اشعاری تبادل می‌کرد و مهارت‌های رقاصی و خوانندگی خویش را به نمایش می‌گذاشت. او به خاطر استعدادش در اجرای گومونگو (یک ساز سنتور مانند) مشهور شده بود.